# 小久保清吉 (書家)
小久保 清吉（こくぼ せいきち 1933年5月9日 - 2024年12月2日）は、日本の書家。号は嶺石。新潟大学教育学部芸能学科書道科卒。

## 役職
- 日本書道教育学会常任理事[1]
- 日本書道藝術専門学校評議員[2]・教授[3]
- 全日本書道連盟評議員[2]
- 新和様・漢字造型書作家協会常任幹事[4]